# Марк Рубрий Руга
Марк Рубрий Руга (на латински: Marcus Rubrius Ruga; † сл. 44 пр.н.е.) е римски политик на късната Римска република от фамилията Рубрии. Той е в групата на заговорниците и убийците на Цезар.
На Идите през март Марк Рубрий Руга е ранен от Луций Минуций Басил. Вероятно той умира най-късно през 31 пр.н.е. по време на отмъстителния поход на Октавиан.